# کوردیسپین
کوردیسپین (به انگلیسی: Cordycepin) یک ترکیب شیمیایی با شناسه پاب‌کم ۶۳۰۳ است. 